# 大陆里
大陆里，是一座民国时期汉口里分建筑，位于中华人民共和国湖北省武汉市江汉区民意一路。1938年，中国共产党在国统区内唯一公开出版的党报《新华日报》在此处创刊，报社旧址现为武汉市文物保护单位。

## 里分概述
里分位于民意一路与友谊路之间，其中总共有5条巷道，巷道总长218米，宽3.5米；内有平房及5栋砖木二层楼房。其东临民意一路，南至民主一街，西与维善里相邻。1920年代此处开始建房修成了里分，但初名不详。后来大陆银行购得此里分，便改作大陆里。1967年至1972年间改名红焰二里。

### 新华日报社旧址
里分中4至9号门牌（原府西一路149号）为《新华日报》社创刊时期的驻地。其中曾设有编辑部、印刷厂和报社职员宿舍。1937年10月，经周恩来交涉后国民政府同意新华日报可在国统区出版，但由于当时战事将要波及南京，当年11月起报社开始转入武汉办公。刚搬至武汉时社址在成忠街。1938年1月11日，《新华日报》正式创刊，同日报社搬迁至大陆里。8月1日，报社从大陆里搬至府东五路（今前进五路）150号，此后因日军将要兵临武汉三镇，报社西迁至重庆。